# Общая идея революции XIX века
«Общая идея революции XIX века» (фр. Idée Générale De La Revolution Au XIXe Siecle) — важнейшая программная работа философа-анархиста Пьера-Жозефа Прудона, написанная им в 1851 году. 
В книге излагается видение идеального общества, в котором границы будут ликвидированы, национальные государства упразднены, и где не будет централизованной власти или государственных законов — за исключением порядков, устанавливаемых в коммунах, и договорного права, на котором основываются локальные ассоциации. Идеи, заложенные в этой книге, позже стали основой для либертарных и анархических теорий, а сам труд в настоящее время считается классическим изложением анархической философии.
Книга была опубликована в июле 1851 года, 3000 экземпляров её первого издания были довольно быстро распроданы и второе издание последовало уже в августе. В это время Прудон ещё отбывал последний год тюремного заключения за нападки на Луи Наполеона Бонапарта как на реакционера.
Центральной темой книги является историческая необходимость революции и невозможность её предотвращения. Даже усилия реакции становятся причиной революции, позволяя революции всё больше осознавать себя, так как реакция прибегает ко всё более жестоким методам, чтобы подавить неизбежное. Прудон подчеркивает, что это происходит из-за эксплуататорской сущности капитализма, создающей необходимость в правительстве, и что революционеры должны изменить общество через изменение его экономической основы. В этом случае авторитарные формы управления станут излишними.
Прудон полагает, что Банк Франции из контролируемой государством монополии должен быть превращён в «Банк обмена», автономный демократический институт. Железные дороги и крупную промышленность следует отдать самим рабочим. Его видение будущего общества составляют самоуправляющиеся, демократические организации, без какой-либо контролирующей их центральной власти.